# Закон о блогерах
Закон о блогерах — российский федеральный закон № 97-ФЗ от 5 мая 2014 года, обязывающий обладателей интернет-ресурсов (сайтов, блогов и пр.) с аудиторией «свыше 3000 пользователей в сутки» регистрироваться в Роскомнадзоре и накладывающий ряд ограничений на содержимое этих ресурсов. 
Официальное название — «О внесении изменений в Федеральный закон „Об информации, информационных технологиях и о защите информации“ и отдельные законодательные акты Российской Федерации по вопросам упорядочения обмена информацией с использованием информационно-телекоммуникационных сетей».

## Требования
С 1 августа 2014 года владельцы всех популярных (см. ниже) сайтов и страниц, а равно аккаунтов в соцсетях, во всём Интернете обязаны исполнять российское законодательство, вне зависимости от профиля сайта или страницы, места его размещения и регистрационной зоны. Эти требования устанавливаются изменениями в Федеральный закон от 27.07.2006 «Об информации, информационных технологиях и о защите информации» и Приказом Роскомнадзора № 99 от 9 июля 2014 года.
Закон определяет блог как любой сайт или страницу в Сети. Его владелец не только сам обязан соблюдать законодательство Российской Федерации, но и следить, чтобы его не нарушали пользователи ресурса, например, оставляющие комментарии:

Владелец сайта и (или) страницы сайта в сети «Интернет», на которых размещается общедоступная информация и доступ к которым в течение суток составляет более трех тысяч пользователей сети «Интернет» (далее — блогер), при размещении и использовании указанной информации, в том числе при размещении указанной информации на данных сайте или странице сайта иными пользователями сети «Интернет», обязан обеспечивать соблюдение законодательства Российской Федерации.

Теперь к владельцам сайтов и учётных записей применяются также все ограничения, установленные в России для СМИ.
Владелец сайта или, например, пользователь соцсети «обязан разместить на своих сайте или странице сайта в сети „Интернет“ свои фамилию и инициалы, электронный адрес».
Кроме того, хранение персональных данных российских пользователей разрешено исключительно на территории РФ.
Вся опубликованная в сети информация, включая персональные данные, должна будет храниться владельцами ресурсов как минимум полгода и предоставляться по первому требованию любых российских правоохранительных органов.
Законодатели не уточняют, как это соотносится с авторским правом, по которому только создатель произведения имеет право определять режим его оборота.
Роскомнадзор получает право запрашивать персональную информацию о владельцах и пользователях ресурсов, как у них самих, так и у практически любых третьих лиц.
Причём российское ведомство наделяется полномочиями ведения реестра сайтов, страниц и их владельцев.
По закону любой сайт или страница в Интернете с посещаемостью более трёх тысяч человек в день должны быть включены в соответствующий реестр.
Нарушение требований этого Закона «влечёт за собой уголовную, административную или иную ответственность в соответствии с законодательством Российской Федерации».

## Применение
Летом 2015 года Роскомнадзор сообщил, что за первый год действия закона им были зарегистрированы 640 «блогеров-трехтысячников». Часть заявок на регистрацию была отклонена как «спам» (наличие ненормативной лексики, неполная или недостоверная информация).
С 1 января 2015 года сайт компании Intel отключил пользовательский контент на русском языке, ссылаясь на требования «закона о блогерах».

## Отмена «закона о блогерах»
С 29 июля 2017 г. федеральным законом от № 276-ФЗ «О внесении изменений в Федеральный закон „Об информации, информационных технологиях и о защите информации“» утратили силу законодательные нормы, регулировавшие деятельность блогеров. Так, признаны утратившими силу ст. 10.2 закона № 149-ФЗ от 27.07.2006 г. «Об информации, информационных технологиях и о защите информации» и п. 2 ст. 1 закона № 97-ФЗ от 05.05.2014 г. « внесении изменений в федеральный закон „Об информации, информационных технологиях и о защите информации“ и отдельные законодательные акты Российской Федерации по вопросам упорядочения обмена информацией с использованием информационно-телекоммуникационных сетей». Отменено действие положений закона, вызвавших острую реакцию и давших закону нарицательное имя, таким образом «закон о блогерах» как явление прекратил свое существование.